# Лодердейл (округ, Міссісіпі)
Шаблон:StateAbbr_ 32°24′ пн. ш. 88°40′ зх. д. / 32.4° пн. ш. 88.66° зх. д.
Округ  Лодердейл (англ. Lauderdale County) — округ (графство) у штаті Міссісіпі, США. Ідентифікатор округу 28075.

## Історія
Округ утворений 1833 року.

## Демографія
За даними перепису 
2000 року 
загальне населення округу становило 78161 осіб, зокрема міського населення було 40373, а сільського — 37788.
Серед мешканців округу чоловіків було 37160, а жінок — 41001. В окрузі було 29990 домогосподарств, 20569 родин, які мешкали в 33418 будинках.
Середній розмір родини становив 3,06.
Віковий розподіл населення поданий у таблиці:
| Стать    | До 15 років | 15-21 | 22-29 | 30-39 | 40-49 | 50-65 | 65-85 | Понад 85 |
| -------- | ----------- | ----- | ----- | ----- | ----- | ----- | ----- | -------- |
| Чоловіки | 8842        | 4254  | 4073  | 5204  | 5239  | 5505  | 3663  | 380      |
| Жінки    | 8341        | 4034  | 4348  | 5625  | 5827  | 5802  | 5769  | 1255     |

## Суміжні округи
- Кемпер — північ
- Самтер, Алабама — схід
- Чокто, Алабама — південний схід
- Кларк — південь
- Ньютон — захід

## Виноски
1. ↑  U.S. Decennial Census. United States Census Bureau. Архів оригіналу за 19 липня 2018. Процитовано 6 листопада 2014.
2. ↑  Historical Census Browser. University of Virginia Library. Архів оригіналу за 11 серпня 2012. Процитовано 6 листопада 2014.
3. ↑  Population of Counties by Decennial Census: 1900 to 1990. United States Census Bureau. Архів оригіналу за 28 грудня 2014. Процитовано 6 листопада 2014.
4. ↑  Census 2000 PHC-T-4. Ranking Tables for Counties: 1990 and 2000 (PDF). United States Census Bureau. Архів оригіналу (PDF) за 18 грудня 2014. Процитовано 6 листопада 2014.
5. ↑  State & County QuickFacts. United States Census Bureau. Архів оригіналу за 7 червня 2011. Процитовано 4 вересня 2013.(англ.) Наведено за англійською вікіпедією.
6. ↑  American FactFinder. Бюро перепису населення США. Архів оригіналу за 26 лютого 2012. Процитовано 31 січня 2008.

| США | Це незавершена стаття з географії США. Ви можете допомогти проєкту, виправивши або дописавши її. |